# Kalkriese
Kalkriese is een gehucht in het zuiden van de Duitse deelstaat Nedersaksen. Het ligt in de gemeente Bramsche, negen kilometer ten oosten van de plaats Bramsche. Het wordt aan de noordrand begrensd door een hoogveen- en moerasgebied met de naam Großes Moor. Aan de zuidrand ligt een deels beboste, kalksteenhoudende heuvel, waaraan het gehucht zijn naam dankt.  Bij Kalkriese heeft naar grote waarschijnlijkheid de Varusslag plaatsgevonden.
Nadat hier in 1987 Romeinse munten waren gevonden, besloot men in 1989 de plek verder te onderzoeken. Al snel bleek uit de vondsten dat het een bijzondere plek moet zijn geweest. Bijzondere aandacht trokken de overblijfselen van een 400 meter lange muur. Uit de vele munten met als overslag de letters VAR (< Varus) leidt men af dat Varus hier met zijn drie legioenen in een, van een lange, zigzaggende wal met palissades voorziene hinderlaag is gelokt en verpletterd.
Op de plek is een in 2009 bij het 2000-jarig "jubileum" van de slag vernieuwd museum, met archeologisch park,  opgericht en bestaat de mogelijkheid de opgravingen te bekijken. Van de, waarschijnlijk door de Germaanse strijders, gebouwde wal is een gedeelte gereconstrueerd. Het museum staat aan de Bundesstraße B218 en ligt één kilometer ten zuiden van het Mittellandkanaal. De hoge, donkerrode uitzichttoren van het gebouw is van grote afstand zichtbaar.
In verslagen uit die tijd – de slag vond plaats in 9 na Chr. – wordt vermeld dat de slag plaatsvond in de buurt van de Teutburg. Als de jongste bevindingen kloppen zou het Wiehengebergte, de bergrug aan de voet waarvan Kalkriese ligt, eigenlijk het Teutoburgerwoud moeten heten. Het huidige Teutoburgerwoud heeft zijn naam te danken aan interpretaties uit de 19e eeuw, toen werd gesteld dat de slag in de buurt van Bielefeld zou hebben plaatsgevonden.
Ruim een kilometer ten westen van het museum staat een kasteelachtig huis, Neu Barenaue. Het dateert uit de 19e eeuw, wordt bewoond en is niet voor publiek toegankelijk. Een kilometer ten noorden van het Mittellandkanaal staat het schilderachtig gelegen kasteeltje Alt Barenaue. Ook dit wordt bewoond en is niet voor publiek toegankelijk.